# Rúnar Júlíusson
Rúnar Júlíusson, född 13 april 1945 i Keflavík, död 5 december 2008, var en isländsk musiker.
Rúnar har varit med i ett flertal olika band som Hljómar, Lónli Blú Bojs och Trúbrot. Rúnar avled den 5 december 2008, efter att ha fått hjärtstillestånd.